# Візінгське сільське поселення
Візі́нгське сільське поселення (рос. Визингское сельское поселение) — муніципальне утворення у складі Сисольського району Республіки Комі, Росія. Адміністративний центр — село Візінга.

## Населення
Населення — 7016 осіб (2017, 7347 у 2010, 7870 у 2002, 7989 у 1989).

## Склад
До складу поселення входять такі населені пункти:
| Населений пункт       | Населення, осіб (1989) | Населення, осіб (2002) | Населення, осіб (2010) |
| --------------------- | ---------------------- | ---------------------- | ---------------------- |
| Візінга, село         | 7010                   | 7140                   | 6810                   |
| Горьковська, присілок | 502                    | 404                    | 307                    |
| Єлін, присілок        | 140                    | 102                    | 88                     |
| Кольйоль, присілок    | 57                     | 67                     | 36                     |
| Мітюшсікт, присілок   | 57                     | 28                     | 26                     |
| Рай, присілок         | 80                     | 49                     | 32                     |
| Рочевгрезд, присілок  | 22                     | 7                      | 5                      |
| Сорд, присілок        | 22                     | 8                      | 6                      |
| Чукаиб, присілок      | 99                     | 65                     | 37                     |